# 탈로르크 1세
탈로르크 1세(Talorc I)는 452년에서 456년 사이 픽트인의 왕이었다.
《픽트 편년사》에 따르면 탈로르크는 트레스트 1세와 네크탄 1세 형제 사이에 4년 또는 2년 재위했다고 한다.

## 참고 자료
- Anderson, Alan Orr, Early Sources of Scottish History A.D 500–1286, volume 1. Reprinted with corrections. Paul Watkins, Stamford, 1990. ISBN 1-871615-03-8
- Pictish Chronicle